# Mesambria rectangularis
Mesambria rectangularis är en insektsart som beskrevs av Willy Adolf Theodor Ramme 1941. Mesambria rectangularis ingår i släktet Mesambria och familjen gräshoppor. Inga underarter finns listade i Catalogue of Life.